# Latidos (novela)
Latidos (The Luxe en inglés), es una novela para jóvenes escrita por Anna Godbersen. Trata de la vida de la alta sociedad en 1899. Las protagonistas son las dos hermanas Holland, sobre una de las cuales se rumorea que murió en el río Hudson tras ser arrojada desde el carruaje de su amiga.

## Argumento
Manhattan, en 1899. La alta sociedad tan sólo pasa el día disfrutando, asistiendo a fiestas glamurosas y demás. Chicas celebrando fiestas hasta el amanecer, chicos irresistibles con sonrisas hipnóticas, cautivadoras y peligrosas.
Elizabeth Holland es arrastrada a un matrimonio de conveniencia con Henry Schoonmaker tras el fallecimiento de su padre, Edward Holland, para salvar a su familia. Henry, heredero de una de las familias más poderosas de Manhattan, es apuesto, seductor, irresistible e inmensamente rico, el soltero de oro por excelencia.
lo que la mayor de las Holland no sabe es que, al igual que ella, él también esconde misteriosos secretos en su interior.
Mientras tanto, Diana, la menor de las Holland, vive el momento haciendo lo que le apetece, aunque no sea ,de ninguna manera, lo correcto en su posición social. Cuando conoce a un hombre irresistible pero no muy conveniente para ella, su pequeño corazón empezará a latir más fuerte, y su carácter impulsivo le hará sentirse diferente.
La amiga de las Holland, Penelope Hayes, está mocionada por su relación con cierto hombre de la alta sociedad, pero se llevará una gran decepción al ver que su mejor amiga es ahora la prometida de su amante. Sin embargo, ella disimula mientras piensa su plan de venganza mientras Elizabeth hace los preparativos para la boda más esperada del siglo.
Todos ocultan algo, no tienen una vida tan perfecta como parece, y los sentimientos siempre van hacia la persona equivocada.

## Personajes
LA ALTA SOCIEDAD
Elizabeth Holland- Como mayor de las hermanas Holland, Elizabeth tiene el futuro de la familia en sus manos, todo depende de ella. Tendrá que elegir entre el deber y el amor verdadero. Su mejor amiga, Penelope Hayes, demuestra una actitud poco fiel hacia ella desde el anuncio de su compromiso con Henry Schoonmaker, y Elizabeth sabe que no debe confiar mucho en ella.
Es, en el exterior, fría y pragmática como su madre, pero, en el interior, más romántica que nadie. Tiene un rostro en forma de corazón, enmarcado por unos rizos rubio ceniza. Unos ojos castaños y la boca en forma de ciruela caracterizan su pálido rostro.
Diana Holland- La menor de las Holland siempre ha sentido un cierto desdeño por las normas de la alta sociedad. Vive en un mundo de libros para alejarse de una vida que considera aburrida y ridícula y busca al amor de su vida, un amor de novela. A sus dieciséis año, su actitud rebelde la caracteriza. Anhela la aventura y el romance, pero no puede creérselo cuando se enamora. Sabe que hace lo incorrecto para su posición, pero siente que su vida por fin se ha convertido en una novela romántica.
Físicamente, es parecida a su hermana, salvo por el castaño de su pelo y los ojos, vivos y brillantes, muy expresivos.
Penelope Hayes- Es hermosa, con talento, y lo sabe. Su mejor amiga posible es, sin duda, Elizabeth Holland, también su peor enemiga a causa de Henry Schoonmaker. Penelope no sabe que su amiga no siente nada por Henry, que sólo se casa por conveniencia, pero le declara la guerra de todos modos. Tiene unos grandes ojos azules y unos labios rojos y carnosos, la piel pálida y el cabello castaño oscuro.
Sus sentimientos son reales hacia Henry Schoonmaker, al que quiere para sí. Como ella dice, preferiría ver a Elizabeth muerta antes que casada con su Henry.
Henry Schoonmaker-El soltero de oro de Nueva York. Bebe con frecuencia, a veces con su mejor amigo, Teddy Cutting. Su padre, que aspira a alcalde, decide que Henry tiene que casarse, así que le arrastra a un matrimonio con Elizabeth Holland. El día que pide matrimonio a Elizabeth, conoce a su hermana, Diana, por la que cada día se siente más y más atraído. Él mismo se extraña con este hecho, puesto que según su naturaleza se convierte en amante de alguna muchacha de Manhattan hasta que se cansa de ella y pasa a otra, como hizo con Penelope. Pero, ya que quiere de verdad a Diana, hará lo que sea para conseguirla.
Teddy Cutting. Mejor amigo de Henry, siempre ha estado enamorado de Elizabeth. Incluso le propuso matrimonio dos veces sin que nadie le tomara en serio. Es rubio, tiene la piel pálida y los ojos azules.
LA CLASE BAJA
Will Keller- Cochero de la familia Holland desde que tuvo edad para serlo. Huérfano desde los ocho años, cuando su familia murió en un incendio, fue acogido por los Holland y se hizo amigo de Elizabeth y Lina cuando eran niños. Su amistad con Lina ha disminuido, pero la amistad con Elizabeth se ha transformado en algo más profundo.
Lina Broud- Doncella de Elizabeth. Fueron mejores amigas de niñas, pero con la presentación en sociedad de Elizabeth todo cambió. A Lina le parece difícil aceptar el nuevo comportamiento de su antigua amiga, pero busca consuelo en Will, cuya amistad con él se ha reavivado. Ella está secretamente enamorada de él, pero no sabe cómo hacérselo ver. Cuando descubre el comportamiento de Elizabeth, la empezará a odiar profundamente.
Claire Broud- Hermana mayor de Lina, de veintiún años. Es la doncella de Diana, y también su confidente más próxima. Le encanta cotillear acerca de la alta sociedad, pero nunca si se trata de las Holland, a las que tiene en gran aprecio. Es muy leal.

## Secuelas
- Rivales (Montena, septiembre de 2009)
- Envidia (julio de 2010)
- Esplendor (Montena, noviembre de 2012)